# えいきゅーむちゅーでこうしんちゅっ!♡
「えいきゅーむちゅーでこうしんちゅっ!♡」は、わーすたの12枚目のシングル。2024年2月21日にiDOL Streetから発売された。

## 概要
「CD+Blu-ray」、「CDのみ」、「CDのみ(mu-mo・イベント会場限定盤)」の3種3形態で発売。 前作「メロメロ!ラヴロック」とは異なり、王道のアイドルナンバーや、配信限定シングルとしてリリースされていた「ミラクルマジカルヘルシーパワー」を含む3曲入りのシングルである。映像には表題曲のMVと、パッケージ未収録となっていた「ミラクルマジカルヘルシーパワー」のMusic Videoも収録された。なお、本作からスマプラ非対応となった。
「えいきゅーむちゅーでこうしんちゅっ!♡」は2023年11月26日にSUPERNOVA KAWASAKIで開催された『わーすたワンマンライブ〜どきどき更新ちゅー????〜』で初披露された。振付はえりなっちが担当している。MVは2024年1月30日にYouTube上で公開された。今回もMV監督は荒船泰廣が担当している。また、2024年2月21日にはダンス動画もYouTube上で公開された。
「ミラクルマジカルヘルシーパワー」は2023年6月24日にSHIBUYA PLEASURE PLEASUREで行われた『わーしっぷライブ2023〜お乗り換えはこちらです!〜』で初披露された。振付はCRE8BOYが担当している。
「恋に恋する眠り姫」は2024年1月31日にタワーレコード渋谷店で開催されたリリースイベントで初披露された。振付はLICOが担当している。「恋に恋する眠り姫」はダンス動画が作成されYouTube上で公開された。監督は大森規弘が担当している。

### 衣装

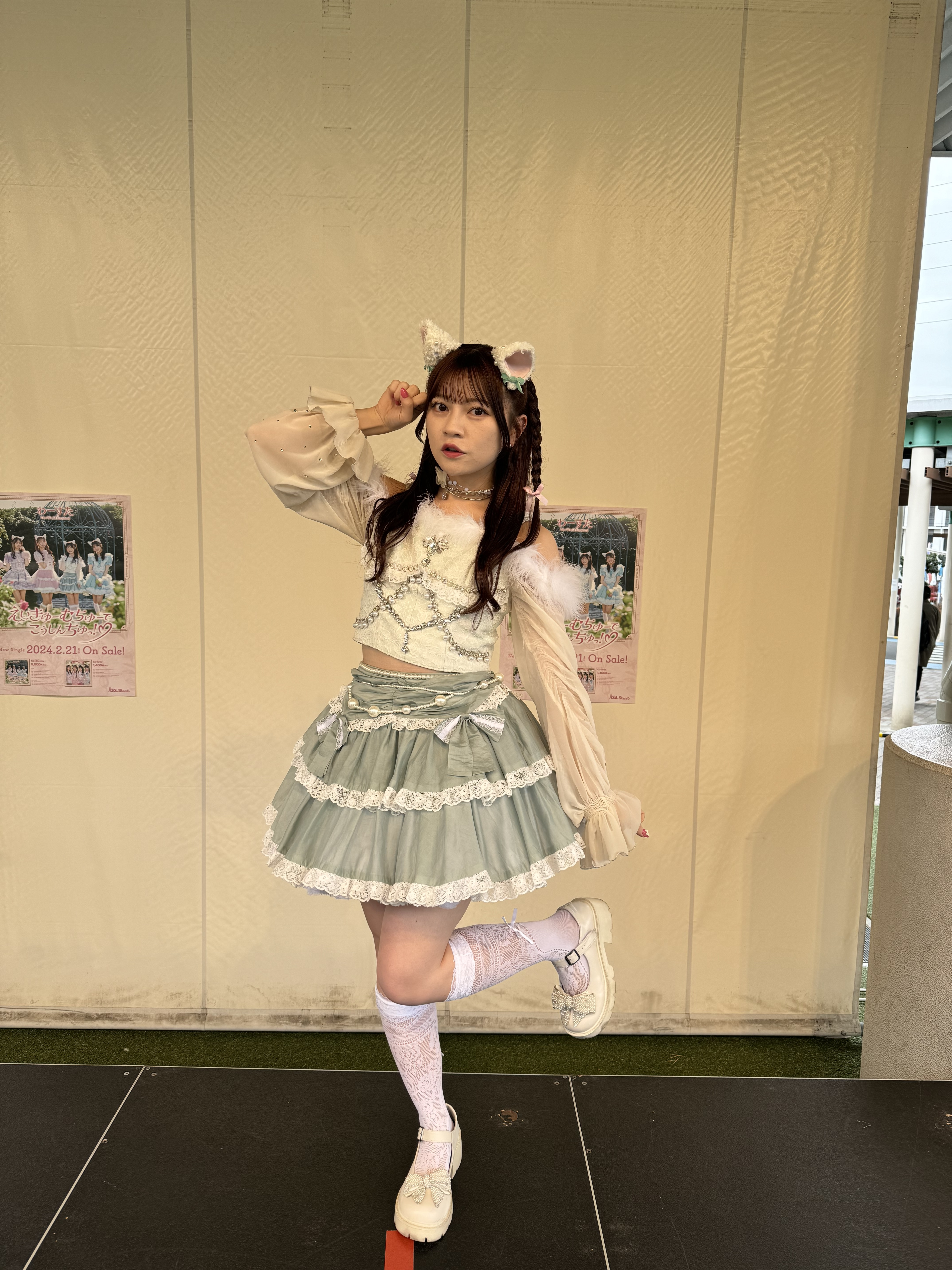
廣川奈々聖
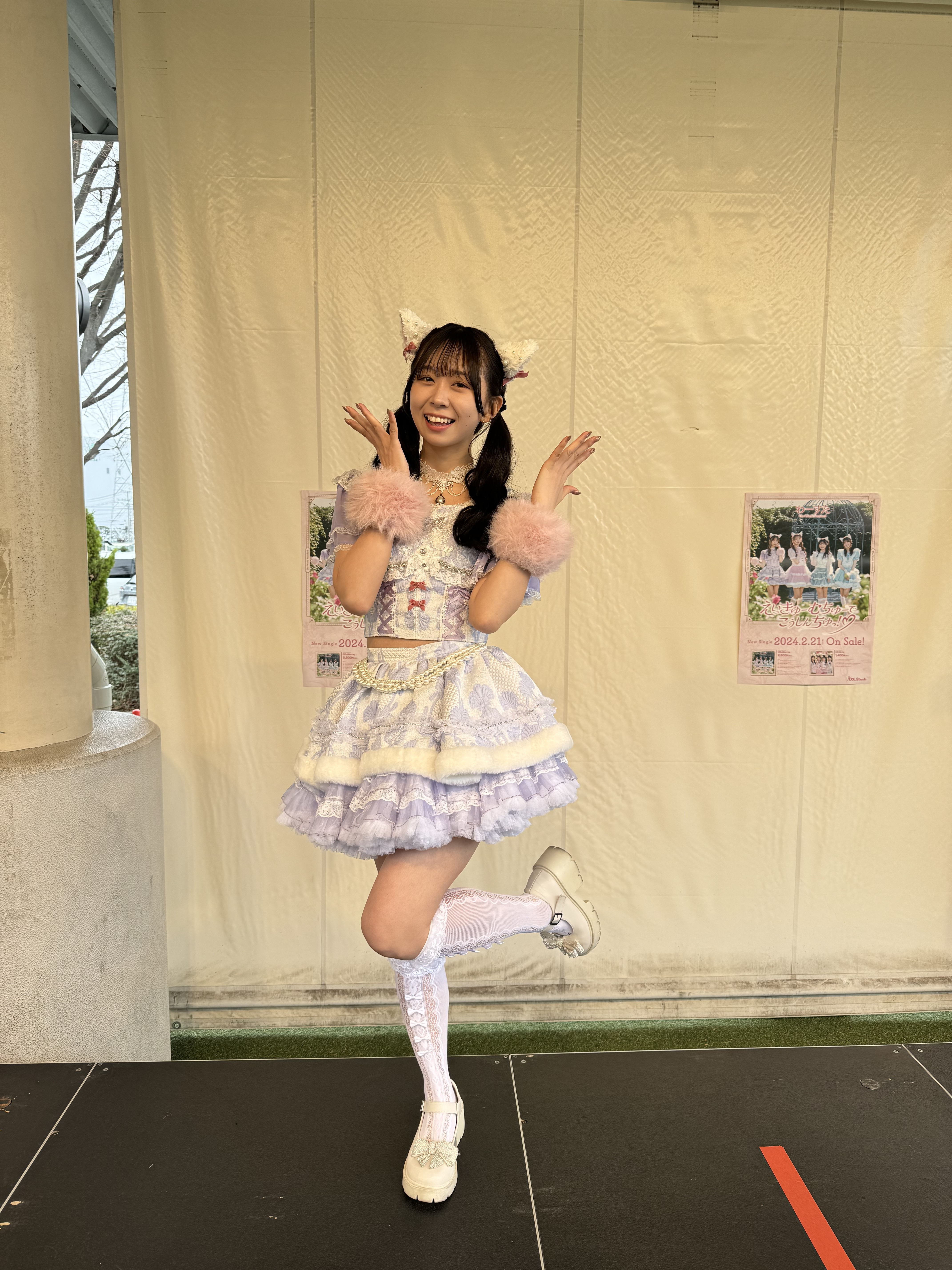
松田美里
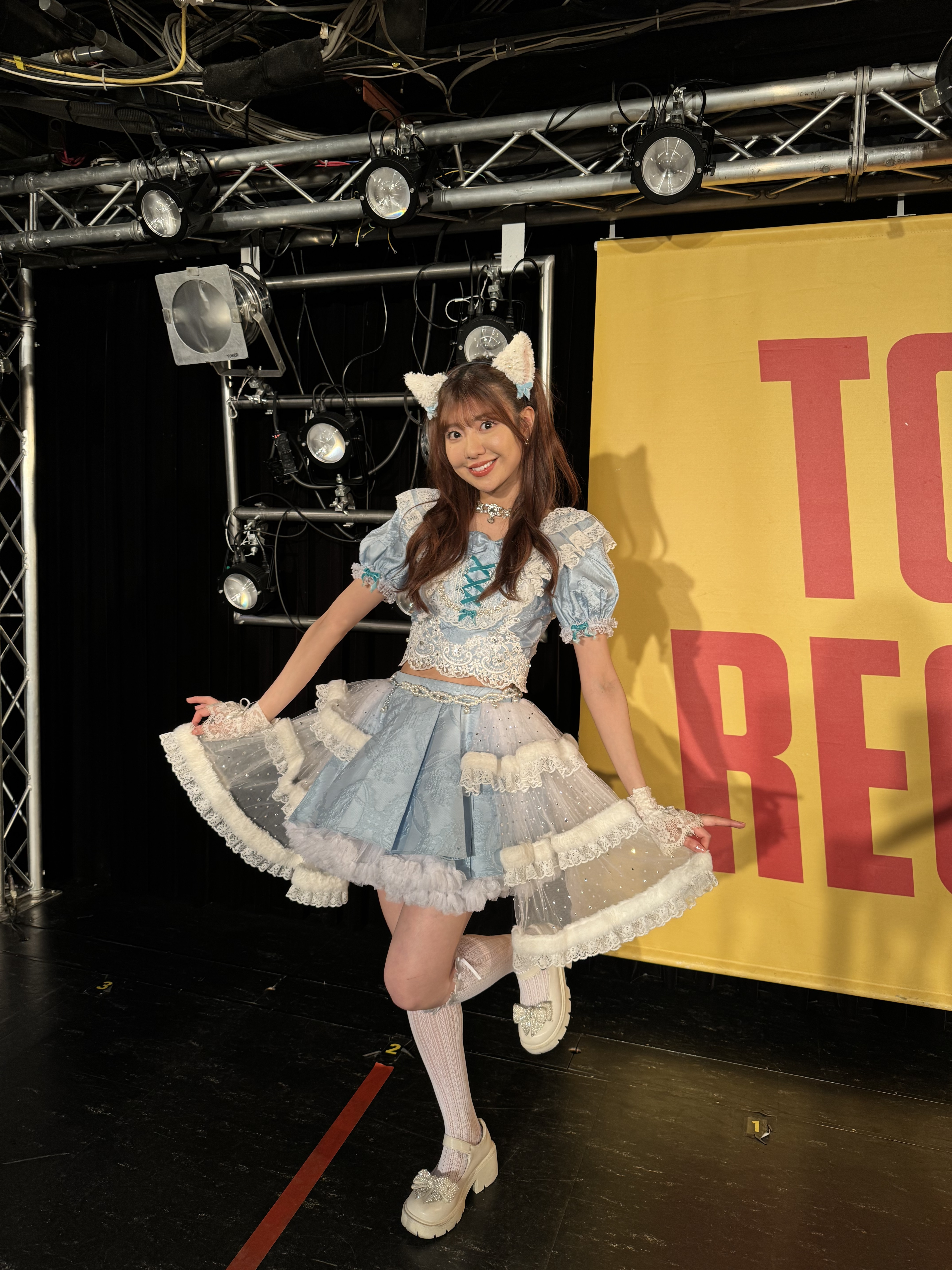
小玉梨々華
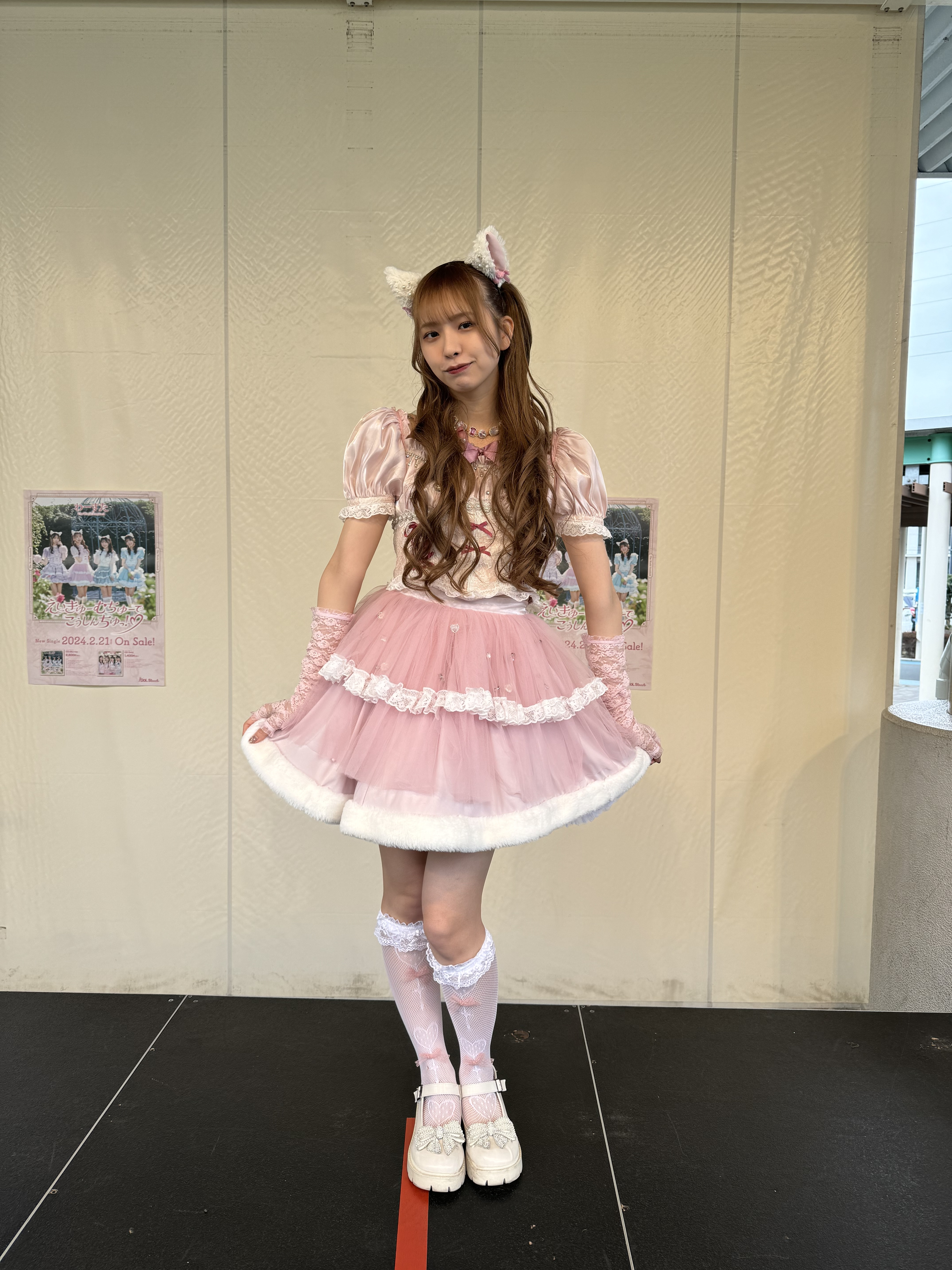
三品瑠香

## 収録曲

### CD
1. えいきゅーむちゅーでこうしんちゅっ!♡
作詞・作曲：JunPayer、編曲：岸田勇気
2. ミラクルマジカルヘルシーパワー
作詞：やしきん、作曲・編曲：岸田勇気
3. 恋に恋する眠り姫
作詞：園田健太郎、作曲・編曲：岸田勇気
4. えいきゅーむちゅーでこうしんちゅっ!♡(Instrumental)
5. ミラクルマジカルヘルシーパワー(Instrumental)
6. 恋に恋する眠り姫(Instrumental)

### Blu-ray
1. えいきゅーむちゅーでこうしんちゅっ!♡ Music Video
2. ミラクルマジカルヘルシーパワー Music Video
3. えいきゅーむちゅーでこうしんちゅっ!♡ Music Video Making

## 参加ミュージシャン
えいきゅーむちゅーでこうしんちゅっ！♡
- Gt：奈良悠樹
- All other instruments & Programming：岸田勇気

ミラクルマジカルヘルシーパワー
- Gt：佐々木秀尚
- Ba：工藤嶺
- Dr：北村望
- All other instruments & Programming：岸田勇気

恋に恋する眠り姫
- Gt：佐々木秀尚
- Ba：工藤嶺
- Str：吉田宇宙ストリングス
- All other instruments & Programming：岸田勇気

## 音楽配信

### 先行配信
2023年12月28日に「えいきゅーむちゅーでこうしんちゅっ!♡」が先行配信された。なお、2023年12月23日に開催されたリリースイベントでの個別TikTok撮影会に合わせるため、TikTokでは12月21日に1サビのみ先行配信された。

### 本配信
CD発売日の2月21日に「CD盤」に収録されている6曲が配信された。
太字の配信サービスはハイレゾ音源を配信していることを示す。MVは「えいきゅーむちゅーでこうしんちゅっ!♡」のMVも配信していることを示す。

## リリース、プロモーション、マーケティング

### プロモーション
2024年2月18日、2月25日の2週にわたり、ABCラジオで特別番組「わーすたのにゃんだふるラジオ！」に出演した。

### リリースイベント
今回は一部イベント会場で「個別TikTok撮影会」が開催されている。また、今回からメンバーだけの撮影が可能となった。
| 日程                   | イベント名                                      | 会場                             | 備考 |
| ---------------------- | ----------------------------------------------- | -------------------------------- | --- |
| 2023年12月9日          | リリースイベント                                | ららぽーと新三郷                 | イベント内容詳細は公式HP参照 小玉は2024年2月17日は不参加 2024年1月13日はメンバーのインフルエンザ発症に伴い開催を中止 |
| 2023年12月10日         | リリースイベント                                | ステラタウン大宮                 | イベント内容詳細は公式HP参照 小玉は2024年2月17日は不参加 2024年1月13日はメンバーのインフルエンザ発症に伴い開催を中止 |
| 2023年12月16日・28日   | リリースイベント                                | アーバンドック ららぽーと豊洲    | イベント内容詳細は公式HP参照 小玉は2024年2月17日は不参加 2024年1月13日はメンバーのインフルエンザ発症に伴い開催を中止 |
| 2023年12月23日         | リリースイベント                                | イオンモール幕張新都心           | イベント内容詳細は公式HP参照 小玉は2024年2月17日は不参加 2024年1月13日はメンバーのインフルエンザ発症に伴い開催を中止 |
| 2024年1月13日(中止)    | リリースイベント                                | ららぽーと横浜                   | イベント内容詳細は公式HP参照 小玉は2024年2月17日は不参加 2024年1月13日はメンバーのインフルエンザ発症に伴い開催を中止 |
| 2024年1月14日          | リリースイベント                                | テラスモール松戸                 | イベント内容詳細は公式HP参照 小玉は2024年2月17日は不参加 2024年1月13日はメンバーのインフルエンザ発症に伴い開催を中止 |
| 2024年1月20日          | リリースイベント                                | ラ チッタデッラ                  | イベント内容詳細は公式HP参照 小玉は2024年2月17日は不参加 2024年1月13日はメンバーのインフルエンザ発症に伴い開催を中止 |
| 2024年1月21日          | リリースイベント                                | 光が丘IMA                        | イベント内容詳細は公式HP参照 小玉は2024年2月17日は不参加 2024年1月13日はメンバーのインフルエンザ発症に伴い開催を中止 |
| 2024年1月28日・2月23日 | リリースイベント                                | ららぽーと立川立飛               | イベント内容詳細は公式HP参照 小玉は2024年2月17日は不参加 2024年1月13日はメンバーのインフルエンザ発症に伴い開催を中止 |
| 2024年1月31日・2月21日 | リリースイベント                                | タワーレコード渋谷店             | イベント内容詳細は公式HP参照 小玉は2024年2月17日は不参加 2024年1月13日はメンバーのインフルエンザ発症に伴い開催を中止 |
| 2024年2月2日           | リリースイベント                                | 神戸ハーバーランド               | イベント内容詳細は公式HP参照 小玉は2024年2月17日は不参加 2024年1月13日はメンバーのインフルエンザ発症に伴い開催を中止 |
| 2024年2月5日           | リリースイベント                                | ヨドバシカメラマルチメディア梅田 | イベント内容詳細は公式HP参照 小玉は2024年2月17日は不参加 2024年1月13日はメンバーのインフルエンザ発症に伴い開催を中止 |
| 2024年2月17日          | リリースイベント                                | アリオ橋本                       | イベント内容詳細は公式HP参照 小玉は2024年2月17日は不参加 2024年1月13日はメンバーのインフルエンザ発症に伴い開催を中止 |
| 2024年2月25日          | リリースイベント                                | ダイバーシティ東京 プラザ        | イベント内容詳細は公式HP参照 小玉は2024年2月17日は不参加 2024年1月13日はメンバーのインフルエンザ発症に伴い開催を中止 |
| 2024年2月10日          | わーすた大特典会イベント(対象店：mu-moショップ) | 横浜YTJホール                    | イベント内容詳細は公式HP参照                                                                                         |
| 2023年12月17日         | アーティスト写真ネットサイン会                  | YouTube                          | イベント内容詳細は公式HP参照                                                                                         |
| 2024年2月18日          | オンライン個別チェキサイン会                    | YouTube                          | イベント内容詳細は公式HP参照 小玉は不参加                                                                            |
| 2024年3月2日           | オンライン個別チェキサイン会                    | YouTube                          | イベント内容詳細は公式HP参照 小玉のみ参加                                                                            |

このほか、LINE MUSICでの再生回数キャンペーンも開催された。